# Кондулайнен, Елена Ивановна
Еле́на Ива́новна Кондула́йнен (при рождении — Ле́мби Ви́лховна Контула́йнен, фин. Lembi Kontulainen; род. 9 апреля 1958, посёлок Токсово, Ленинградская область) — советская и российская актриса театра и кино, эстрадная фолк-рок-певица, исполнительница русского шансона. Заслуженная артистка Российской Федерации (2002).

## Биография
Отец — Вилха Вилхович Контулайнен, по национальности ингерманландец. В 1983 году окончила ЛГИТМиК (курс А. Кацмана). Приняла участие (пародировала Марлен Дитрих и Людмилу Сенчину) в выпускном спектакле — пародийном ревю «Ах, эти звёзды!» (1983) курса А. Кацмана и Л. Додина в ЛГИТМИКе.
Снялась более чем в 40 фильмах. После съёмок в фильме «Сто дней до приказа» (1990) за ней закрепилось звание «секс-символа СССР». В 1993 году Елена Кондулайнен на некоторое время занялась политикой — создала партию «Свободной любви». Также пробует себя в качестве певицы, исполняя авторские песни.

## Телевидение
Участвовала в реалити-шоу «Последний герой 3: Остаться в живых».

### Личная жизнь
Четыре раза была замужем, имеет двоих детей: Александра и Михаила.
В 2022 году родился второй внук.
В 2020 году перенесла инсульт.

## Фильмография
- 1979 — Путешествие в другой город — Наташа, дочь Кириллова (озвучивание — Наталья Рычагова
- 1981 — Правда лейтенанта Климова — Люся, жена Климова
- 1984 — Две версии одного столкновения — Нэнси
- 1984 — Тепло студёной земли — Светлана
- 1984 — Капитан Фракасс — Иоланда де Фуа
- 1985 — Дикий ветер — Ангелина
- 1985 — Русь изначальная — Млава
- 1986 — Наш папа — майонез — учительница
- 1986 — Фламинго приносит счастье — хозяйка
- 1988 — Раз, два — горе не беда! — Маруся
- 1988 — Побег — Эллионор, жена Мартина Ферна
- 1990 — Муж собаки Баскервилей — бывшая девушка Данила Осокина
- 1990 — Сто дней до приказа — Смерть
- 1990 — Зверобой — Джудит Хаттер
- 1990 — Бабник — лаборантка
- 1991 — Номер «люкс» для генерала с девочкой — Алла
- 1991 — Караван смерти — Оксана
- 1991 — Болотная street, или Средство против секса — репортёр
- 1992 — Джой в Москве / Joy à Moscou — блондинка в ресторане
- 1992 — Человек К. — любовница писателя
- 1992 — Экстрасенс — Мариночка
- 1993 — На Муромской дорожке — Ирина Владимировна Тутукова
- 1993 — Не стреляйте в пассажира! — актриса
- 1993 — Дафнис и Хлоя — Ликенион
- 1994 — Шоу для одинокого мужчины — Анна Суворова
- 1994 — Триста лет спустя — Мила Милина
- 2000 — Маросейка, 12 — Мария
- 2001 — Даун Хаус — Александра Епанчина
- 2001 — 2003 — Кышкин дом — Моника Левински
- 2002 — Королева красоты, или Очень трудное детство — завуч школы
- 2003 — Курорт особого назначения
- 2005 — За всё тебя благодарю — Вероника, сестра Вадима
- 2006 — Служба 21, или Мыслить надо позитивно — дама
- 2008 — Кардиограмма любви — Катя Анохина
- 2010 — А мама лучше! — подруга Светланы
- 2012 — 8 первых свиданий — мама Веры
- 2012 — Отцовский инстинкт — Валерия Яковлевна
- 2012 — Интерны (128-я серия) — Наина, бывшая жена Купитмана[9]
- 2013 — Женщины на грани (десятая серия «Орудие судьбы») — Татьяна Ивановна, продюсер группы «Золото»
- 2018 — Коп — Кирстен Хансен
- 2020 — Фитнес (четвёртый сезон) — Вера Петровна, очень богатая женщина